# Cheilagona
Cheilagona is een geslacht van kevers uit de familie van de loopkevers (Carabidae). De wetenschappelijke naam van het geslacht is voor het eerst geldig gepubliceerd in 2006 door Baehr.

## Soorten
Het geslacht Cheilagona omvat de volgende soorten:
- Cheilagona gressitti (Darlington, 1968)
- Cheilagona nigropicea Baehr, 2006
- Cheilagona ovalis Sloane, 1923
- Cheilagona rufa (Darlington, 1968)
- Cheilagona variabilis (Darlington, 1968)